# 那蒙江
那蒙江，又名板暮江，位于中华人民共和国广西壮族自治区南部，是茅岭江右岸支流，源流称雅王江，发源于南宁市良庆区大塘镇团垌村，东南流至良庆区南晓镇大满村右纳南晓河后始称“那蒙江”，继续向东南经钦州市钦北区那蒙镇板暮、板边、板董、屯周坪、何屋坪等地，于那蒙镇治以东汇入茅岭江。河长42.6千米，比降0.98‰，流域面积393平方千米。年均径流3.46亿立方米。流域内森林茂密，农林业发达。